# Malyj Jugan
Il Malyj Jugan (in russo Малый Юган?) è un fiume della Russia, nella Siberia occidentale, affluente di destra del Bol'šoj Jugan. Scorre nel Surgutskij rajon del Circondario autonomo degli Chanty-Mansi-Jugra (Oblast' di Tjumen').

## Descrizione
Il Malyj Jugan ha origine dai laghi Malojuganskie (озера Малоюганские) nella vasta zona delle paludi di Vasjugan, nel sud-est del rajon, vicino al confine con l'oblast' di Tomsk. Scorre attraverso una taiga di zone umide scarsamente popolata mantenendo una direzione mediamente nord-occidentale con un corso molto sinuoso e pendenze debolissime; sfocia nel Bol'šoj Jugan nel suo basso corso, a 121 km dalla sua foce, vicino all'insediamento di Malojuganskij (Малоюганский).
La lunghezza del fiume è di 521 km, l'area del suo bacino è di 10 200 km². La portata media annua del fiume, a 112 km dalla foce, è di 55,42 m³/s. Il suo maggiore affluente è il Kolkočen"jagun (Колкоченъягун).
Il Malyj Jugan scorre in un'ampia valle ricoperta da una taiga scura di conifere: abete rosso, Cedrus e pino. Le parti centrale e superiore del bacino sono scarsamente popolate: ci sono solo delle jurte chanti lungo il corso del fiume. Nel corso medio del fiume passa il confine orientale della riserva di Jugansk (Юганский заповедник), creata nel 1983.
Il fiume congela da ottobre sino a fine aprile - primi di maggio).